# Kościół św. Anny w Lipawie
Kościół św. Anny w Lipawie, (łot.) Liepājas Sv. Annas baznīca – łotewska świątynia luterańska znajdująca się w Lipawie przy ulicy Kurlandzkiej 5.

## Historia

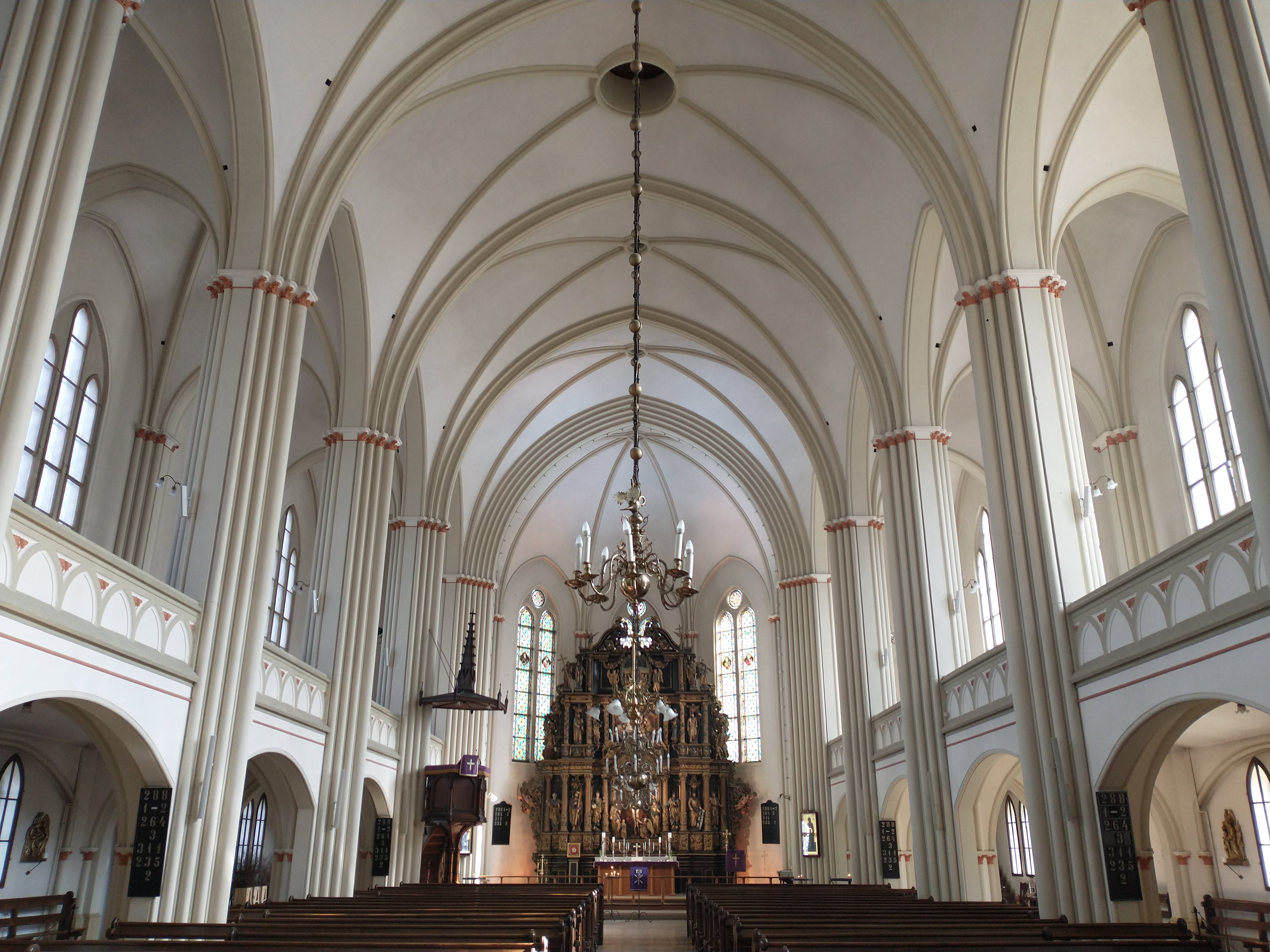
Wnętrze

Jest to najstarszy kościół w Lipawie. Pierwotny budynek kościoła (wzmiankowany w roku 1508) był drewniany i zlokalizowany w nieco innym miejscu. Ukończono jego budowę w 1597 roku. Wokół niego zaś chowano w grobach ówczesnych zamożnych miejskich obywateli. Kiedy kościół drewniany uległ zniszczeniu, na jego miejscu wzniesiono w 1675 roku bardziej okazały budynek ceglany. Sklepienie nowej, murowanej świątyni oparto na dwóch rzędach kolumn wykończonych pozłacanym drewnem. Wieżę kościelną dobudowano w latach 1668-93 (w roku 1798, w 130-letnią wówczas wieżę trafił piorun, została ona rozebrana w 1823, zaś odbudowana 50 lat później). Pomimo znacznego remontu dokonanego w 1786 roku, budynek popadał w ruinę (dach groził zawaleniem, znaczne rozstępy w ścianach, podłoga zakrystii pokrywała się zimą lodem). Mieszkańcy Lipawy utworzyli komitet odbudowy kościoła. Nowy budynek świątyni św. Anny został poświęcony 12 grudnia 1893 roku.     

## Wnętrze
Jednym z ciekawszych elementów kościoła jest barokowy ołtarz pochodzący z 1697 – wyrzeźbił go holenderski rzeźbiarz, Nicolai Soffrens, nadworny rzemieślnik księcia kurlandzkiego Jakuba.